# Steffen Hupka

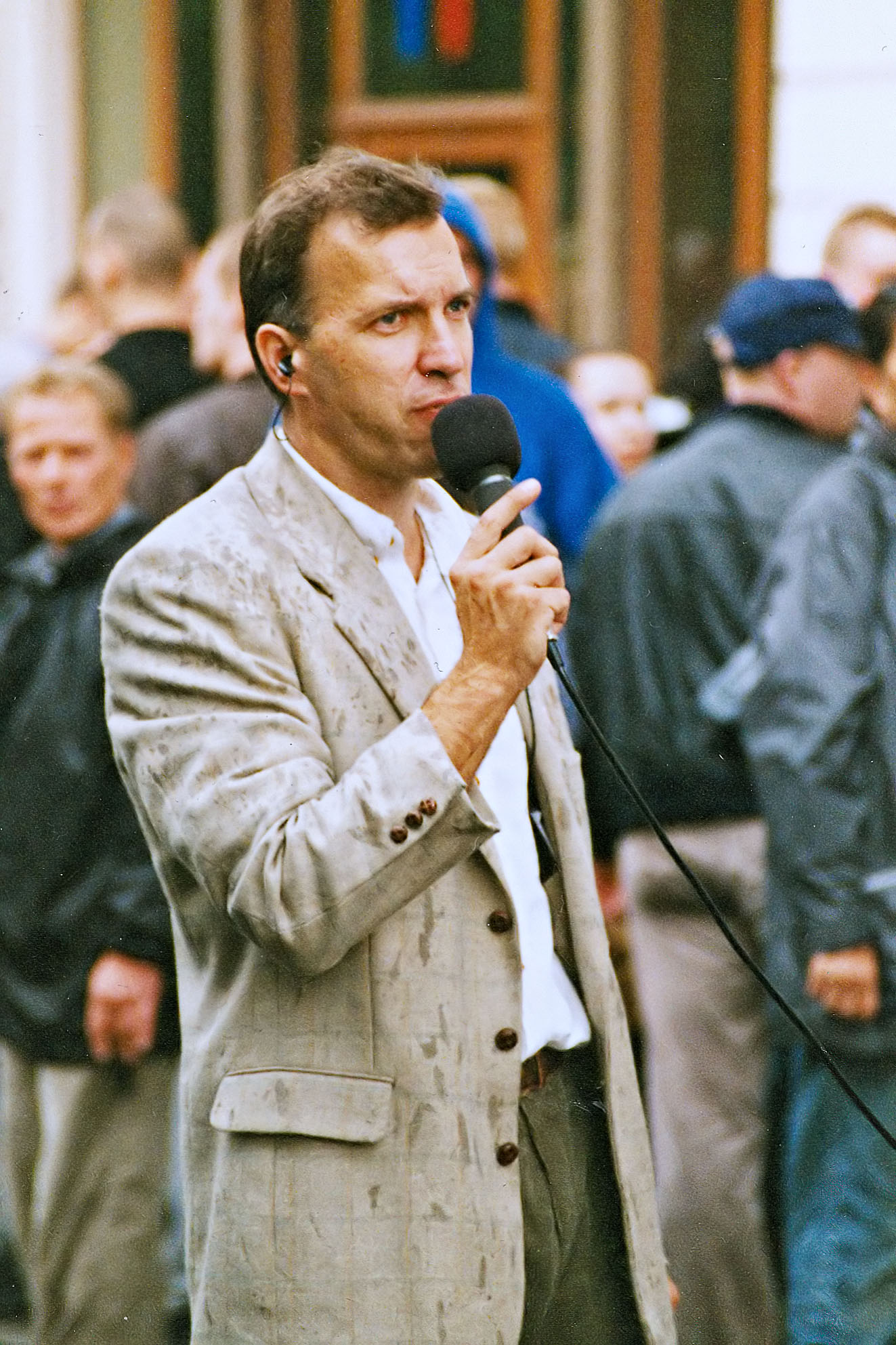
Steffen Hupka 2001 in Leipzig bei der von ihm angemeldeten geschichtsrevisionistischen Demonstration „1. September - damals wie heute: Für Freiheit, Frieden und Selbstbestimmung“

Steffen Hupka (* 21. September 1962 in Hannover) ist ein deutscher Neonazi.

## Leben
Hupka ist ausgebildeter Tischler. 1983 wurde er Mitglied bei der Aktionsfront Nationaler Sozialisten/Nationale Aktivisten (ANS/NA) von Michael Kühnen und fungierte als deren Schulungsleiter. Nach dem Verbot der ANS/NA trat er der Hilfsorganisation für nationale politische Gefangene und deren Angehörige (HNG) bei und wurde Mitarbeiter in der österreichischen rechtsextremen Zeitschrift „Sieg“.
Steffen Hupka schloss sich 1985 gleich nach deren Gründung der Nationalistischen Front (NF) an. Ab 1989 war er Schriftleiter des NF-Rundbriefes „Aufbruch“. Nachdem die NF im Jahr 1992 verboten wurde, betätigte er sich als Schulungskader für die Nachfolgeorganisation Sozialrevolutionäre Arbeiterfront (SrA), die entsprechend den Vorstellungen Hupkas hierarchisch in einem abgeschotteten Zellensystem mit verschiedenen Vorfeldorganisationen organisiert war.
Ende 1993 setzte er seine rechtsextremen Aktivitäten im Städtedreieck Quedlinburg-Halberstadt-Wernigerode (Sachsen-Anhalt) fort und verlegte dafür seinen Wohnsitz nach Quedlinburg. Hier begann er die lokale Neonaziszene im Ostharz-Gebiet nach dem „Zellenkonzept“ neu zu organisieren und durch Schulungen, Seminare sowie Wehrsportübungen auszubilden. Er gründete und koordinierte den „Unabhängigen Arbeitskreis“ (UAK), der eng mit dem „Harzer Heimatschutzbund“ zusammenarbeitete und über die „Harzfront“, einem ebenfalls von Hupka gesteuerten „überparteilichen“ Zusammenschluss, mit anderen neonazistischen Gruppen vernetzt war.
In den folgenden Jahren trat er bundesweit bei verschiedenen genehmigten wie auch verbotenen Neonaziaufmärschen als Redner auf oder war als Anmelder tätig. 1994 trat Hupka in die NPD-Jugendorganisation Junge Nationaldemokraten (JN) ein, für die er zunächst Sonnwendfeiern organisierte. Ab Mai 1996 war er Beisitzer im JN-Bundesvorstand als Leiter des Referats Schulung.
1997 wurde Hupka NPD-Landesvorsitzender in Sachsen-Anhalt. Im Januar 1998 wurde er in den Bundesvorstand der NPD aufgenommen, wo er die Funktion eines Referatsleiters für Schulungen übernahm. Im März 1998 wurde Steffen Hupka durch das Landgericht Göttingen wegen Verstoß gegen das Versammlungsgesetz zu sechs Monaten Haft auf Bewährung verurteilt. Die Verurteilung war kein Hindernis, als Spitzenkandidat für die NPD Sachsen-Anhalt zur Bundestagswahl 1998 aufgestellt zu werden. Im Dezember 2001 wurde er in der Phase des Verbotsverfahrens wegen parteischädigenden Verhaltens ausgeschlossen.
Für den 1. Mai 2006 hatte Hupka zusammen mit Christian Worch einen „Sternmarsch“ in Leipzig angemeldet. Die Beteiligung Hupkas an der extrem rechten Demonstration in Leipzig führte zu Auseinandersetzungen mit führenden Neonazis in Sachsen-Anhalt, Sachsen und Thüringen, die u. a. wegen Schulden in Zusammenhang mit dem Kauf von Schloss Trebnitz mit Hupka zerstritten sind, und die daraufhin eine Alternativveranstaltung in Magdeburg anmeldeten.

## Das Schloss Trebnitz
Nachdem Steffen Hupka 2001 über den NPD-Mittelsmann Uwe Meenen für damals 100.000 DM das Schloss Trebnitz im gleichnamigen Ortsteil von Könnern im Salzlandkreis (Sachsen-Anhalt) erworben hatte, wollte er es zu einem „nationalen Schulungszentrum Mitteldeutschland“ umfunktionieren. Der Komplex des 1630 erbauten denkmalgeschützten Gebäudes umfasst 2000 m² Wohnfläche und 7000 m² Grundstück. Der Ballsaal im 1. Stock bietet Platz für 220 Personen. Daneben sollten Seminarräume, Räume für Bandproben, ein Schlossmuseum, Übernachtungsmöglichkeiten für 48 Personen, Büros und nicht zuletzt auch zwölf Ein- bis Drei-Zimmer-Wohnungen entstehen. Im Schlosshof waren ein Biergarten und nebenan eine Schlossgaststätte mit 50 Sitzplätzen und für Feiern ein „Rittersaal“ für 60 Personen geplant.
Als im April 2003 der Dachstuhl des Schlosses brannte, gingen an mehreren Stellen Bekennerschreiben einer unbekannten antifaschistischen Gruppe ein. Zahlreiche Indizien ließen jedoch auch bei der Presse und den Ermittlungsbehörden den Verdacht aufkommen, dass Hupka selbst versucht hatte, einer notwendigen Sanierung des holzwurmbefallenen Dachstuhls durch „heißen Abriss“ zuvorzukommen und die Schuld der Antifa zuzuschreiben, um so zugleich zwei Fliegen mit einer Klappe zu schlagen.
Schon seit Januar 2005 versuchte Hupka, das Schloss wieder abzustoßen und stellte es mehrmals erfolglos auf Ebay mit einem Preis von 235.000 € zum Verkauf.
2010 erwarben die Nationaldemokraten Axel Schunk und Thomas Wulff das Schloss im Rahmen einer Zwangsversteigerung für 80.000 Euro. Medienberichten zufolge stand das Anwesen 2015 erneut zum Verkauf.

## Publizistische Tätigkeit
Von 1994 bis 1996 war Hupka Herausgeber der rechtsextremen Zeitschrift „Umbruch“, die vor allem weltanschauliche und strategische Themen behandelte. 1995 fordert er in der Ausgabe Nr. 7 den weiteren Ausbau der rechtsextremen Netzwerke. Einen Tipp für Menschen, die noch vor der Berufswahl stehen, formulierte er wie folgt: „eine Ausbildung bei Bundeswehr oder Polizei in Erwägung (zu) ziehen, mit dem Ziel, sich in besonders qualifizierten Spezialeinheiten das nötige Wissen und Können anzueignen.“ Hupka war ab 1995 als Autor und Korrespondent für die Berlin-Brandenburger Zeitung tätig sowie Redakteur der JN-Zeitschrift „Einheit und Kampf“.